# Acochaca (distrito)
Acochaca é um distrito peruano localizado na Asunción, departamento Ancash. Sua capital é a cidade de Acochaca.

## Transporte
O distrito de Acochaca é servido pela seguinte rodovia:
- AN-107, que liga a cidade de San Luis ao distrito de Carhuaz[2][3][4]